# 第二次西里西亚战争
1744至1745年，普鲁士与奥地利爆发第二次西里西亚战争（德語：Zweiter Schlesischer Krieg），最后普鲁士依然牢固把握西里西亞地区（今波兰西南部）主权。西里西亞、波希米亚与上薩克森是两国交手的主战场，是奥地利领地继承权战争的重要戰區。弗里德里希大王统治的普鲁士和玛丽亚·特蕾西娅领导的奥地利在18世纪中期共发生三次西里西亞戰爭，均以普鲁士控制西里西亚告终。
第一次西里西亚战争在不到两年前结束，历史学家认为本次武装冲突是上一场战争的延续。《1742年柏林条约》终结奥地利与普鲁士敌对状态后，哈布斯堡君主國在接下来的奥地利领地继承权战争表现大幅改善。1743年，奥地利签署《沃尔姆斯条约》后盟国增多，普鲁士同法兰克福联盟中敌视奥地利的国家结盟并重新投入战争，力争阻止奥地利复兴并光复西里西亚。
1744年中期，普鲁士入侵哈布斯堡波希米亚拉开战争帷幕，1745年12月普鲁士获胜，各方签署《德累斯顿条约》重申普鲁士对西里西亚的主权。此后两国仍因西里西亚地区归属问题持续冲突，并在十年后引发第三次西里西亚战争。第二次西里西亚战争基本重复第一次西里西亚战争的结局，哈布斯堡君主国败给日耳曼小国，奥地利和普鲁士持续对抗，改变此后一个多世纪的日耳曼政治走向。

## 背景

### 第一次西里西亚战争

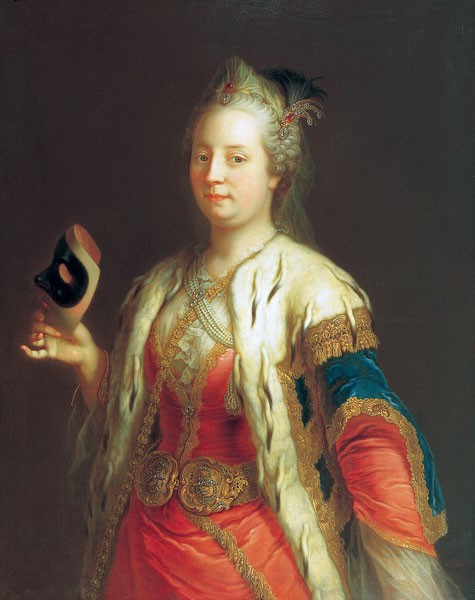
马丁·范·梅滕斯约1744年左右创作的奥地利女大公玛丽亚·特蕾西娅像

1740年10月，来自哈布斯堡王朝的神聖羅馬皇帝卡尔六世驾崩而且没有留下男继承人，长女玛丽亚·特蕾西娅即位统治奧地利大公國、波希米亞王冠領地和哈布斯堡君主國境内的匈牙利领土，封号「女大公玛丽亚·特蕾西娅」。卡尔六世在世时，各帝国政治体普遍认可女继承人，但他驾崩后多国马上提出异议。普鲁士新加冕的国王弗里德里希二世认为奥地利继承人危机是他对哈布斯堡西里西亞官地提出领土主张的好机会，并在1740年挥军入侵，拉开第一次西里西亚战争帷幕。
普鲁士在战争打响后进展顺利，其他强国胆气大振，挥军进攻面临围困的哈布斯堡王朝，原本的地域冲突扩大成奥地利领地继承权战争。普鲁士、法国、西班牙、巴伐利亚等国组建宁芬堡联盟，联手瓜分哈布斯堡领土，并在1742年御选支持巴伐利亚。1741年中期，宁芬堡联盟多线入侵，很快就占领奥地利蒂羅爾、上奧地利州和波希米亚，还一度威胁維也納。同年十月，面临国土全面瓜分的奥地利与普鲁士秘密达成停戰協定，调遣部队抗击其他敌人。
普鲁士军队在12月再度进攻，入侵摩拉維亞并在1742年初阻挡奥地利援军前往布拉格。巴伐利亚选侯卡尔·阿尔布雷希特赢得御选，当上神圣罗马皇帝，是为卡尔七世。1742年7月，普鲁士与奥地利签署《1742年柏林条约》，奥地利向普鲁士割让大部分西里西亚，两国停止敌对，普鲁士在接下来的战事保持中立。1742年末，普鲁士恢复和平并努力将西里西亚纳入行政和经济体系，奥地利集中精力对付巴伐利亚和法国，扭转1741年战局。1743年中期，奥地利已收复波希米亚，迫使法国败走莱茵河撤入阿尔萨斯，甚至占领巴伐利亚迫使皇帝卡尔七世流亡法兰克福。普鲁士在战争期间两次抛弃盟友单独与敌人和谈，盟国深陷困境而且大失所望，外交立场转为支持奥地利。

### 准备再度开战

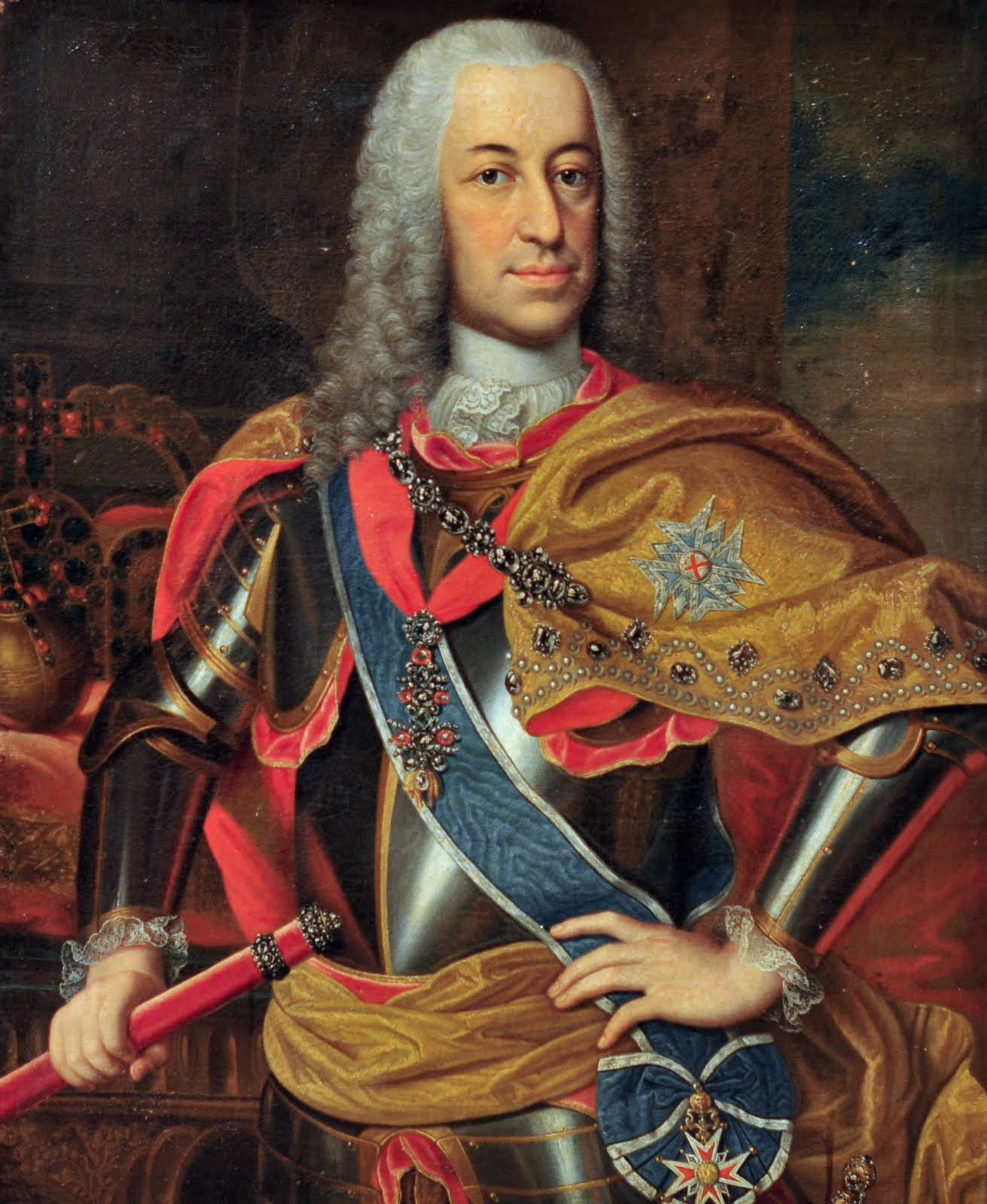
神圣罗马皇帝卡尔七世，乔治·德斯马瑞斯绘

1743年9月，奥地利、英国–汉诺威、萨伏伊－萨丁尼亚签署《沃尔姆斯条约》组建新联盟。英国曾调解各方达成《柏林条约》，承认普鲁士占领西里西亚，新联盟对此视而不见。与第一次西里西亚战争同期爆发的俄罗斯－瑞典战争在1743年8月结束，俄罗斯无需在接下来的领地继承权战争中支持奥地利。1744年，俄罗斯女皇伊丽莎白任命阿列克谢·彼得洛维奇·贝斯托热夫-留明出任外交大臣，此人推行亲英反法政策，倾向奥地利并敌视普鲁士。普鲁士想和俄罗斯改善关系，短暂达成小范围防御协定，但俄罗斯对普鲁士东部边境的威胁越来越大。
弗里德里希二世担心英国–汉诺威、萨克森、俄罗斯和奥地利会组成反普联盟，届时普鲁士根本无力抵抗。在他看来，《布雷斯勞條約》不过是与奥地利之间的一纸停战协定，他有必要采取措施防止玛丽亚·特蕾西娅从其他战场腾出手来报割地之仇。弗里德里希二世决定和法国再度结盟，与尽可能多的日耳曼诸侯组建反奥同盟，然后重返战场，先发制人打击奥地利。1743年初到1744年初，普鲁士与法国、巴伐利亚及其他日耳曼诸侯商议结盟。
1744年5月22日，普鲁士与巴伐利亚、瑞典、黑森-卡塞尔和普法尔茨选侯国组成法兰克福联盟，自称目标是收复和守御皇帝卡尔七世的领土，其中包括皇帝1742年称王的波希米亚。法国6月5日签署条约，保证支持法兰克福联盟并攻打奥属尼德兰。普鲁士计划从北面入侵波希米亚为皇帝效力，卡尔七世承诺投桃报李，向普鲁士割让易北河东北流域的部分波希米亚地区。法国计划从阿尔萨斯两面反击奥地利，拖住洛林的夏尔親王统领的奥军主力。
玛丽亚·特蕾西娅的目标与奥地利领地继承权战争开始时一致：首先迫使各侯国普遍认可《1713年国事诏书》和她继承哈布斯堡领土的权利；其次确保丈夫洛林公爵弗朗索瓦·埃蒂安当选神圣罗马皇帝，第三是收复并捍卫哈布斯堡王朝在波希米亚和西里西亚的争议官地。一旦消除法国和巴伐利亚在西线的威胁，奥地利就会收复西里西亚，赶走普鲁士人，恢复玛丽亚·特蕾西娅继承的领土边界。8月7日，普鲁士宣布要为皇帝卡尔七世再度与奥地利开战，拉开第二次西里西亚战争帷幕。

### 作战和科技手段
欧洲近世战争大量采用火器与传统利器结合。18世纪欧洲陆军以配备滑膛燧发火枪和刺刀的步兵为主，骑兵通常携带军刀和手枪或卡宾枪；轻骑兵大多用于偵察、掩护和战术通信，重骑兵充当战术后备队或部署震慑攻击；滑膛大砲提供火力支援并在攻城戰发挥重要作用。这段时间的战略主要关注关键要塞，以便控制周围的地区和道路，所以武装冲突大多伴随旷日持久的围困战，决定战局的野战极少。不过，弗里德里希二世对野战的重视程度远超同时代其他战略家。
西里西亚战争与18世纪欧洲绝大多数战争一样属于所谓的“内阁战争”，各国供养并出动纪律严明的正规军，为主权国家利益而战。侵占敌方领土后通常会定期征税和勒索，但与上个世纪相比，针对平民的大规模暴行极其罕见。军队规模太大，无法单靠觅食和掠夺维持旷日持久的战役需要，故而军事后勤成为决定战果的关键因素。军用物资集中存放并以辎重车队运输分配，但这些车队难以防范敌方突袭。军队在冬天基本无法作战，天气转冷后往往就要安营扎寨，等待回春再继续战斗。

## 战事历程

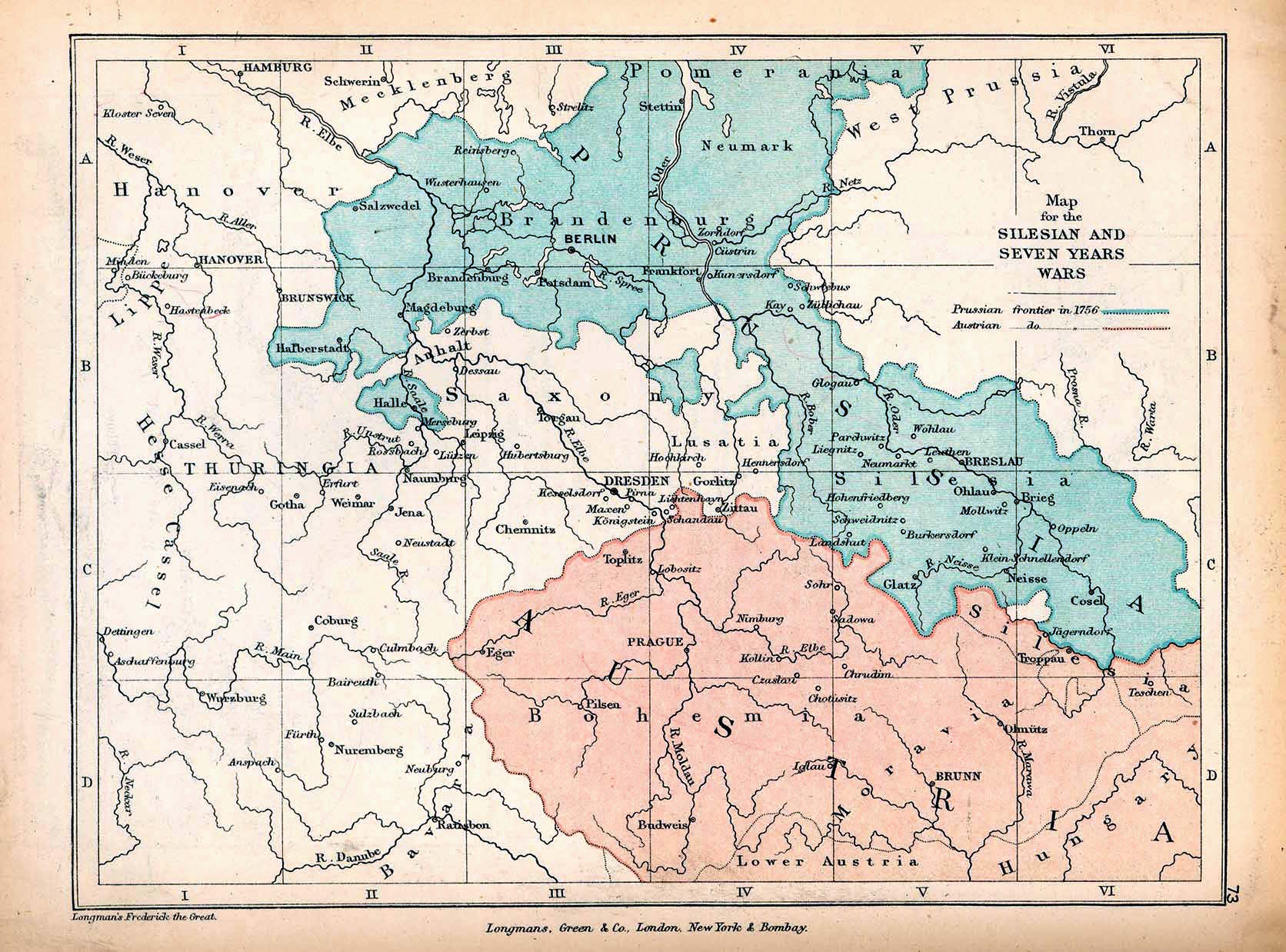
普鲁士经第一次西里西亚战争占领西里西亚后，欧洲中部勃兰登堡－普鲁士（蓝绿色）和哈布斯堡君主國（红色）的边境（1756年）

### 1744年：波希米亚战役
1744年8月15日，弗里德里希二世统领约七万人入侵波希米亚。部队分成三线，东线由库尔特·冯·施威林带队，从西里西亚经格拉茨翻山越岭而来；中线是安哈尔特-德绍侯爵利奥波德二世领军，携带皇帝签发的安全过境承诺从萨克森出发，经卢萨蒂亚进军利特梅里茨；弗里德里希二世亲自带领西线军，从易北河经德累斯顿并穿过厄尔士山脉到利特梅里茨。三线军队进入波希米亚后于九月初在布拉格城外会师，逐渐将首府团团围困，该城遭受一周的重炮轰炸后于9月16日投降。
弗里德里希二世在布拉格留下部分守军后快速南下，攻占塔博尔、布德维斯和弗劳恩贝格。不如所料，普鲁士卷土重来迫使夏尔親王带兵从阿尔萨斯经巴伐利亚赶回，但法军没有按事先承诺的那样干扰奥地利军队调动，其中的重要原因是法王路易十五在视察梅斯防卫时病重。虽然被迫放弃阿尔萨斯和巴伐利亚，但夏尔親王带领全部兵力迅速有序返回波希米亚。奥地利还以外交手段说服萨克森参战并与奥地利联手，不过只协助防御。十月上旬，奥地利援军经波希米亚西南部前往布拉格，萨克森军队从西北方向来援。
弗里德里希二世得知奥军快速逼近且兵力超出预期后从波希米亚东南部撤退，准备直面敌军。他一再想要迫使奥军决战，但奥军司令奥托·费迪南德·冯·特劳恩灵活避开普军攻势，持续干扰对方后勤供应，深入敌国境内的普军补给不足。11月初，普军已被迫撤回布拉格和易北河，奥地利－萨克森联军经过数周调动于11月19日跨越易北河。士气低落的普军此时已放弃布拉格和波希米亚，撤回上西里西亞防守，等待奥地利在冬季停止攻势。

### 1745年初：巴伐利亚战败

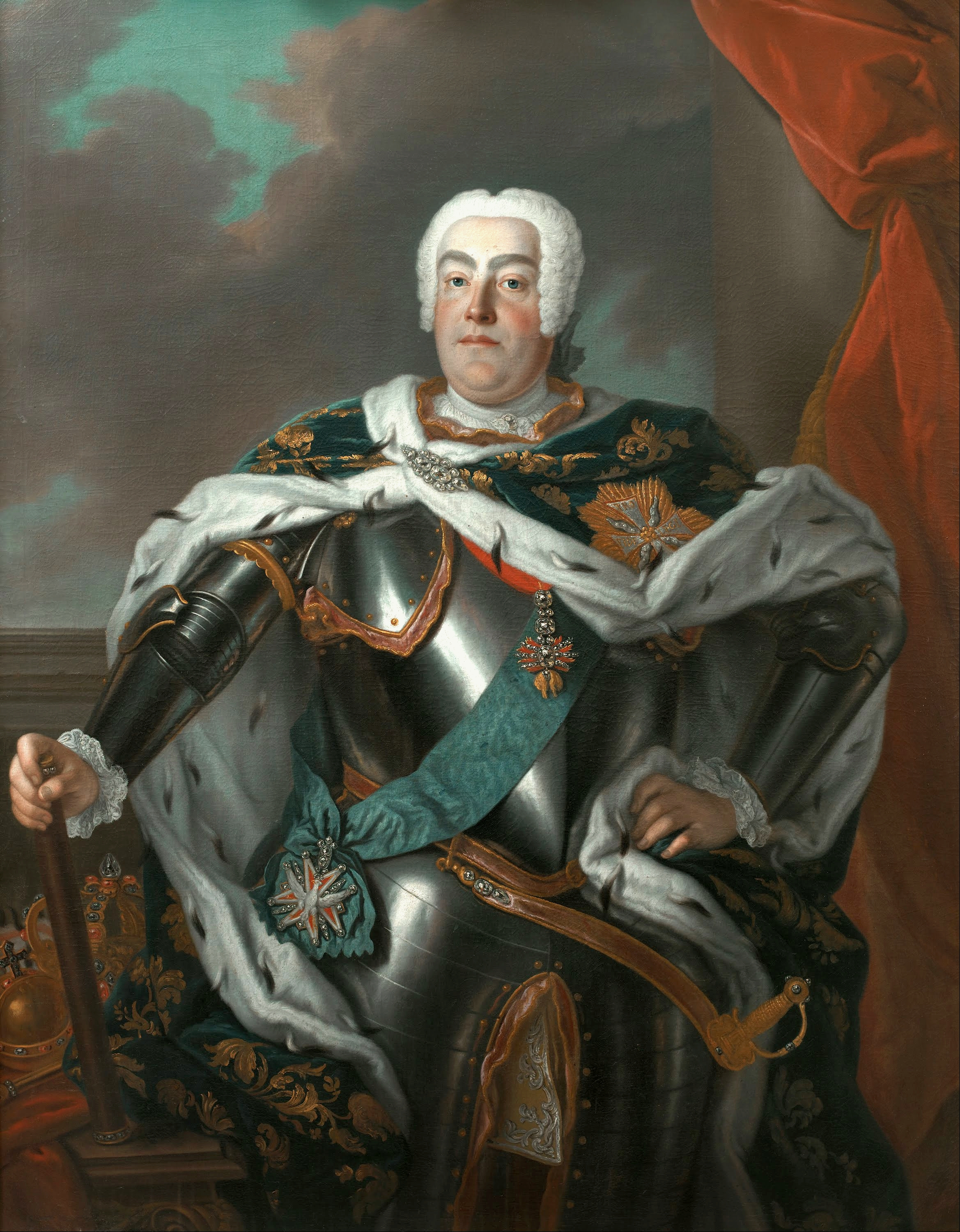
萨克森选帝侯与波兰国王腓特烈·奥古斯特二世，路易·德·西尔维斯特绘

奥地利1745年1月8日签署《华沙条约》，与英国–汉诺威、萨克森及荷蘭共和國组成四国同盟，旨在对抗法兰克福联盟并恢复哈布斯堡君主国传统边界，外交局面更加利好。波兰国王与萨克森选侯弗里德里希·奥古斯特二世承诺出兵三万，换取英国与荷兰的经济补偿。组建公开防御联盟后，奥地利又于5月18日在莱比锡和萨克森秘密达成进攻协议，打算瓜分普鲁士。普鲁士入侵波希米亚后奥地利从巴伐利亚撤军，皇帝卡尔七世收复首都慕尼黑，但不久就在1月20日驾崩，法兰克福联盟的结盟理由冰消瓦解。这些因素共同影响，令日耳曼战争局势大变。
奥军把普军赶出波希米亚后于1745年3月再攻巴伐利亚，迅速摧毁敌军冬季建立的防线。4月15日，巴塔尼伯爵带领奥军在决战中大败法国－巴伐利亚联军，把敌军全部赶出巴伐利亚。卡尔七世之子巴伐利亚选侯马克西米利安三世随后向玛丽亚·特蕾西娅求和，双方4月22日签署《菲森条约》：马克西米利安三世承诺放弃父亲对奥地利的领土主张，保证下一次御选时支持洛林公爵弗朗索瓦·埃蒂安；玛丽亚·特蕾西娅同意承认卡尔七世担任神圣罗马皇帝的合法地位。巴伐利亚至此退出奧地利王位繼承戰爭，奥地利接下来可以专心应对西里西亚、意大利与荷兰的敌军。

### 1745年中期：霍恩弗里德贝格战役与索尔战役

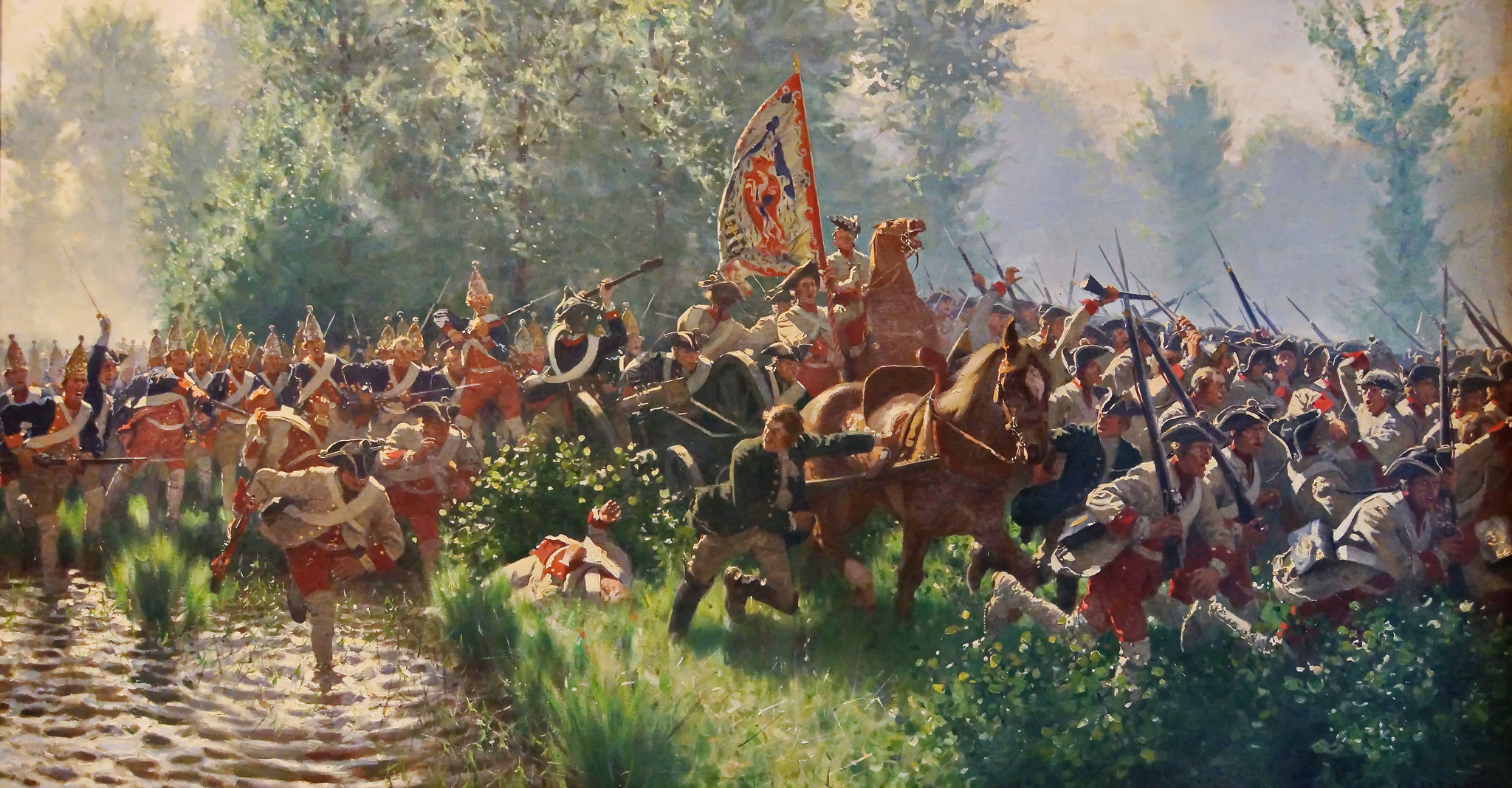
霍恩弗里德贝格战役期间，萨克森军队不敌普鲁士擲彈兵，卡爾·勒希林绘

奥地利四月下旬调动洛林的夏尔的兵力，前往摩拉维亚，同时萨克森部队在莱比锡附近集结，准备大规模入侵西里西亚。弗里德里希二世放弃上西里西亚最南端至奥军先锋队之间的山区，把兵力集中在东尼斯河谷的弗兰肯斯坦周边设防，同时安哈尔特-德绍侯爵利奥波德一世统领勃兰登堡的小股部队防范萨克森入侵。奥萨联军五月底跨过克尔科诺谢山，在西里西亚村庄霍恩弗里德贝格周围扎营，但在6月4日清晨遭弗里德里希二世突袭。普军在霍恩弗里德贝格战役大败敌军，夏尔親王带兵向山区溃退。
奥军在霍恩弗里德贝格惨败，不可能马上收复西里西亚。普军追击撤退的奥萨联军进入波希米亚，一直追击到柯尼格斯，双方在易北河隔河对峙，此后两个月双方基本没交手。弗里德里希二世提出和平协议，强调普鲁士对西里西亚的主权。英国爆发詹姆斯党起义后，向奥地利提供的战争资助大幅减少；8月26日，英国与普鲁士在汉诺威会议达成协议，各自认可对方在日耳曼的领土主权（包括普鲁士对西里西亚的主权），普鲁士保证不在任何最终和平协议提出对波希米亚和萨克森的领土主张。
来自巴伐利亚的皇帝卡尔七世驾崩后，玛丽亚·特蕾西娅在1745年中期同各日耳曼选侯谈判，把丈夫送上帝位。9月13日，洛林公爵弗朗索瓦·埃蒂安赢得1745年御选当选神圣罗马皇帝（普鲁士和普法尔茨反对），是为弗朗茨一世，实现玛丽亚·特蕾西娅在王位继承战争中的一大目标。此时驻波希米亚的普军因补给紧张逐步退却，夏尔親王在9月29日以优势兵力突袭弗里德里希二世营地引发索爾戰役，但战斗仍以普军获胜告终。普鲁士部队因补给耗尽撤回上西里西亚过冬，把先前抵达的奥地利轻骑兵逼退。

### 1745年末：亨讷斯多夫之战与凯撒斯多夫之战

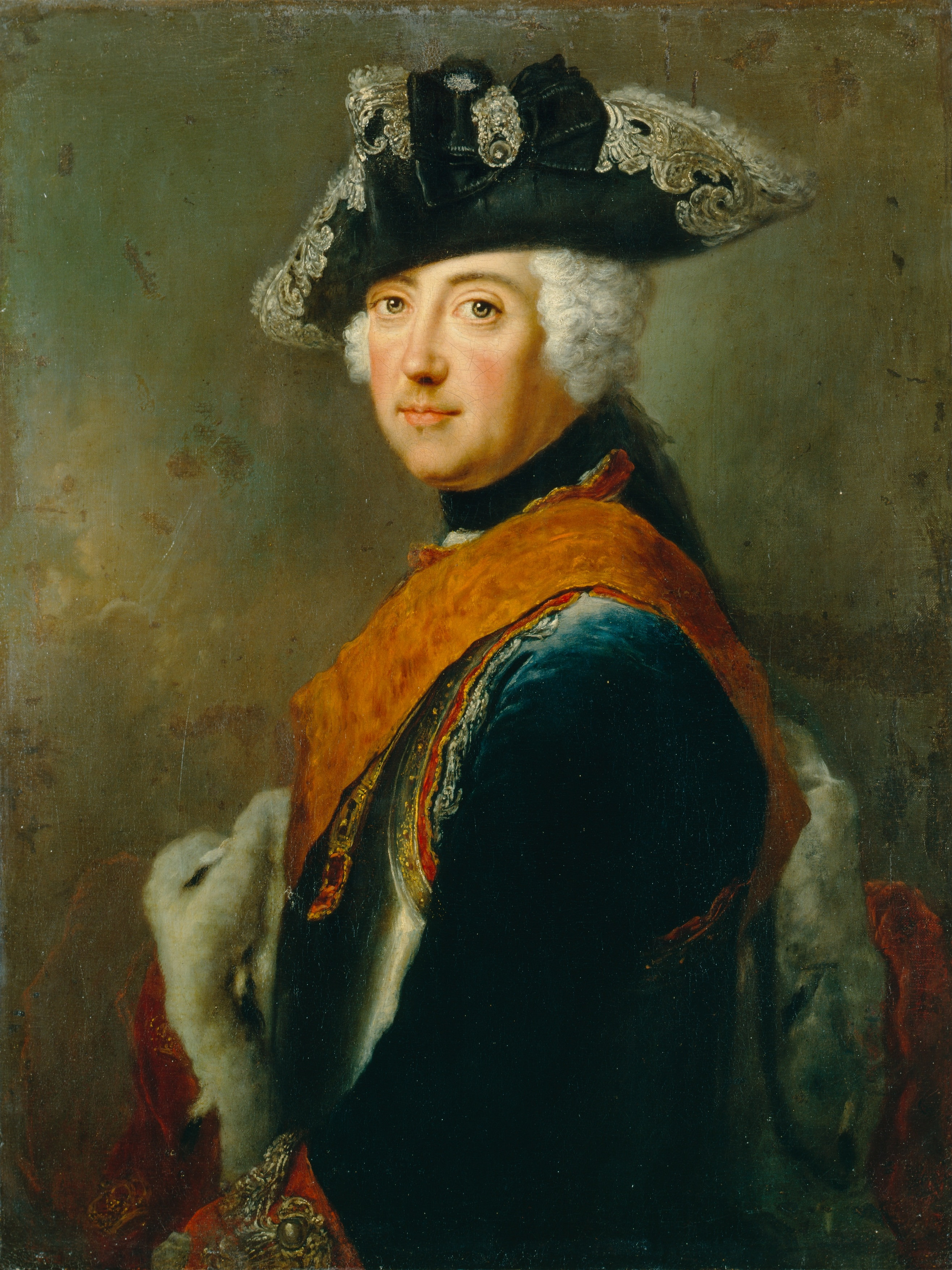
普鲁士国王弗里德里希大王，安托万·佩内1745年绘

普鲁士和英国希望奥地利在霍恩弗里德贝格战役与索尔战役落败后和谈，然后集中精力对抗法国，但玛丽亚·特蕾西娅决心继续战斗。8月29日，奥地利和萨克森达成更加激进的联盟，旨在攻占普鲁士领土，并于11月上旬开始从多个方向朝勃兰登堡进攻。夏尔親王带兵从波希米亚北上前往卢萨蒂亚，弗里德里希·奥古斯特·鲁托夫斯基带领萨克森主力准备从西萨克森进攻，希望一起攻占柏林，全面结束战争。11月8日，弗里德里希二世得知敌军动向后命令在勃兰登堡西部的利奥波德一世带兵准备战斗，弗里德里希二世亲自赶赴下西里西亚招兵买马，应对洛林的夏尔的攻势。
普军悄悄尾随夏尔親王经过卢萨蒂亚，直到奥军逼近勃兰登堡边界。11月23日，弗里德里希二世突袭洛林的夏尔营地打响亨讷斯多夫之战，普军大获全胜，来犯联军中的萨克森部队全军覆没，奥地利军队在乱战中七零八落。洛林的夏尔带领残军退回中萨克森和波希米亚，卢萨蒂亚落入普鲁士之手。利奥波德一世11月29日攻入萨克森西部，期间基本未遇抵抗，次日就占领莱比锡。12月初，他和弗里德里希二世的部队均朝萨克森首都德累斯顿进发。
弗里德里希二世的部队力图将夏尔親王所部与德累斯顿隔开，利奥波德一世直接朝鲁托夫斯基驻扎在凯撒斯多夫的萨克森部队逼近。12月15日，利奥波德一世在凯撒斯多夫之战摧毁鲁托夫斯基所部，打通前往德累斯顿的道路，夏尔親王和萨克森残兵撤回波希米亚。12月18日普军占领德累斯顿，弗里德里希二世再度派信使向玛丽亚·特蕾西娅与弗里德里希·奥古斯特二世提出和谈。

### 《德累斯顿条约》
奥地利、萨克森和普鲁士代表与英国调停人在德累斯顿迅速达成和平条约，玛丽亚·特蕾西娅承认普鲁士对西里西亚和格拉茨伯国的主权，腓特烈二世承认《1713年国事诏书》和弗朗茨一世担任神圣罗马皇帝，并承诺在今后的奥地利王位继承战争期间保持中立。身为奥地利的盟友，萨克森被迫向普鲁士赔偿一百万利克斯银圆，边界按战前状态恢复，这也是普鲁士的主要目标。各方1745年12月25日签署《德累斯顿条约》，第二次西里西亚战争结束。

## 结果

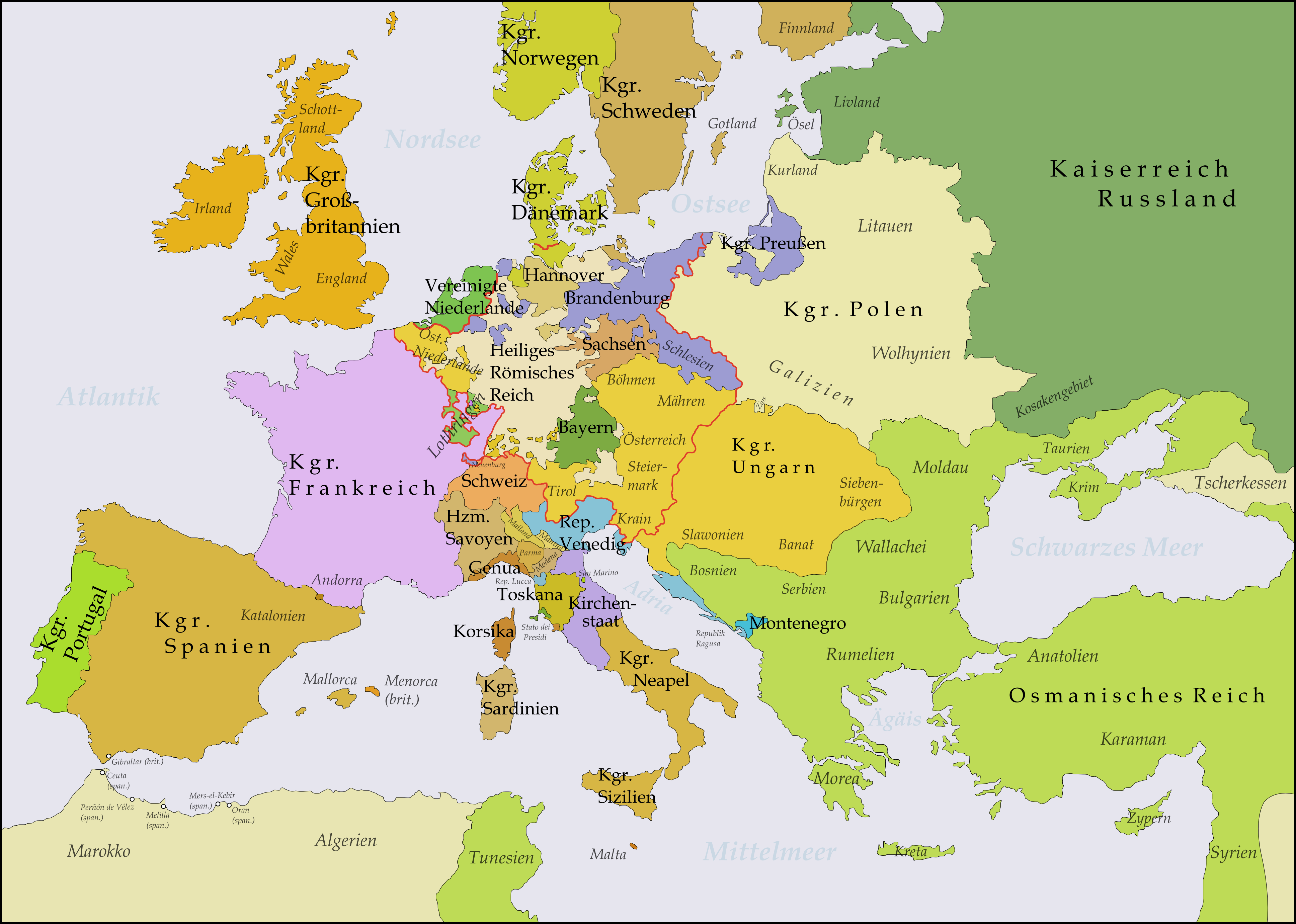
《1748年亚琛条约》签署后的欧洲版图，勃兰登堡－普鲁士是紫色，哈布斯堡君主國金色

第一和第二次西里西亚战争都是奥地利王位继承战争中的战役，这在一定程度上促使当代和后世历史学家认为两次战争都以普鲁士胜利告终，其中第二次是成功捍卫该国在西里西亚的主权。普鲁士干预波希米亚之举还严重阻碍奥地利对抗法国。不过，法国还在参与奥地利王位继承战争时，普鲁士身为盟友却单独与敌方和谈，严重伤害腓特烈二世的外交信誉。《德累斯顿条约》令奥地利与萨克森对普鲁士的敌意更加根深蒂固，促使反普联盟成立并在十年后引发第三次西里西亚战争。

### 普鲁士
普鲁士再度击败奥地利，重申对西里西亚的主权。这里人口稠密、工业发达，能提供大量人力和税收。普鲁士身为日耳曼小国却出人意料地战胜哈布斯堡君主国，代表普鲁士从巴伐利亚与萨克森等日耳曼竞争对手中脱颖而出，开始成长为欧洲大国。弗里德里希二世在1745年连战连胜，军事才能赢得普遍认可，此后人称“弗里德里希大王”。
占领西里西亚后，普鲁士与奥地利沦为死敌，拉开奥地利－普鲁士对抗帷幕并主导此后上百年的日耳曼政治走向。萨克森对普鲁士的优势地位眼红，而且面临西里西亚的地缘战略地位威胁，外交政策大幅转为坚决对抗普鲁士。弗里德里希二世一再背弃盟友令法国王室愤怒不已，此后他又“背叛”法国，在1756年威斯敏斯特会议上与英国结成防守同盟，加速法国在18世纪50年代调整方向，在“外交革命”中与奥地利结盟。

### 奥地利
奥地利对这场战争的结果非常失望，事实证明该国军队即便兵力占优，面对普鲁士部队也力不从心。《德累斯顿条约》令哈布斯堡君主国正式丧失全国最富裕的省份，战场上再度不敌日耳曼小国更是严重打击国家声望。不过，哈布斯堡王朝在中欧的其他领土完好无损，玛丽亚·特蕾西娅也的确为丈夫当选神圣罗马皇帝赢得普鲁士承认。
一败再败的奥地利不愿承认丧失西里西亚，也不愿承认普鲁士确实是强大的对手1748年奥地利王室继承战争结束后，玛丽亚·特蕾西娅政府拒绝签署保证普鲁士对西里西亚主权的《1748年亚琛条约》。她开始全面改革奥地利军队，审视外交政策，把有朝一日收复西里西亚、将普鲁士打回原型定为最终目标。她的政策促使奥地利、法国和俄罗斯组成反普联盟，并在1756年引发第三次西里西亚战争和七年战争。此后半个世纪里，哈布斯堡君主国为对抗普鲁士全面推动现代化。

## 脚注
1. ↑  Asprey（1986年），第24页
2. ↑  Clifford（1914年），第3100页
3. ↑  Clark（2006年），第183页
4. ↑  Clark（2006年），第193–194页
5. ↑  Black（2002年），第102–103页
6. 1 2 3  Holborn（1982年），第213页
7. ↑  Carlyle（1862年），第574–579页
8. ↑  Fraser（2000年），第106页
9. ↑  Carlyle（1862a年），第581–586页
10. ↑  Fraser（2000年），第130–131页
11. 1 2  Clifford（1914年），第3103页
12. ↑  Fraser（2000年），第135–136页
13. 1 2  Fraser（2000年），第143页
14. ↑  Bain（1911年），第824–826页
15. ↑  Fraser（2000年），第144页
16. ↑  Fraser（2000年），第148页
17. ↑  Fraser（2000年），第163–164页
18. ↑  Fraser（2000年），第152–153页
19. 1 2 3  Carlyle（1862b年），第725–729页
20. 1 2 3  Clifford（1914年），第3104页
21. ↑  Hochedlinger（2003年），第257页
22. ↑  Fraser（2000年），第153, 159页
23. 1 2  Carlyle（1864年），第11–13页
24. 1 2 3  Holborn（1982年），第215页
25. ↑  Asprey（1986年），第290页
26. ↑  Fraser（2000年），第150页
27. 1 2  Black（1994年），第38–52页
28. ↑  Black（1994年），第67–80页
29. ↑  Clark（2006年），第209页
30. ↑  Creveld（1977年），第26–28页
31. 1 2  Carlyle（1864a年），第16–27页
32. 1 2  Browning（1993年），第181页
33. ↑  Asprey（1986年），第293–294页
34. ↑  Carlyle（1864b年），第35–36页
35. 1 2  Carlyle（1864c年），第35–36页
36. 1 2  Carlyle（1864d年），第61–62, 79–80页
37. 1 2 3 4 5  Clifford（1914年），第3105页
38. ↑  Hochedlinger（2003年），第259页
39. 1 2 3  Carlyle（1864e年），第88–90, 96–97页
40. ↑  Simms（2009年），第336–337页
41. 1 2 3  Holborn（1982年），第216页
42. 1 2  Carlyle（1864f年），第127–128, 142–143页
43. ↑  Asprey（1986年），第317页
44. 1 2 3  Showalter（2012年），第84–88页
45. ↑  Fraser（2000年），第178页
46. ↑  Luvaas（2009年），第5页
47. 1 2 3  Carlyle（1864l年），第153–156, 169–170, 171–172页
48. ↑  Fraser（2000年），第185–186页
49. ↑  Carlyle（1864g年），第188页
50. ↑  Fraser（2000年），第186页
51. ↑  Carlyle（1864h年），第192–197页
52. ↑  Fraser（2000年），第194页
53. 1 2  Carlyle（1864i年），第210–213页
54. 1 2 3  Fraser（2000年），第196页
55. 1 2  Carlyle（1864j年），第220–221页
56. ↑  Levy（1988年），第183页
57. ↑  Browning（2005年），第530页
58. 1 2  Holborn（1982年），第214–215页
59. 1 2  Fraser（2000年），第310页
60. ↑  Clark（2006年），第192页
61. 1 2  Clark（2006年），第196页
62. ↑  Carlyle（1864k年），第239页
63. ↑  Luvaas（2009年），第6页
64. ↑  Clark（2006年），第216页
65. ↑  Fraser（2000年），第297–301页
66. ↑  Fraser（2000年），第133页
67. ↑  Fraser（2000年），第134–135页
68. ↑  Fraser（2000年），第197–198页
69. ↑  Clark（2006年），第196–197页
70. ↑  Hochedlinger（2003年），第267页

## 扩展阅读
- Hannay, David McDowall. .  3 (第11版). London: 39–45. 1911.